# Весёлая Горка (Кировская область)
Весёлая Горка — деревня в Малмыжском районе Кировской области. Входит в состав Мелетского сельского поселения.

## Население
| 2010 |
| ---- |
| 60   |